# 8452
«8452» — российская метал-группа, основанная в 2019 году.

## История группы
Коллектив был создан в середине 2019 года в Саратове бывшими участниками группы «Скипетр» — гитаристом Виктором Одоевским, взявшим на себя функции вокалиста, и барабанщиком Дмитрием Порецким.
6 мая 2020 года группа выпустила кавер-версию песни Дуа Липы «Cool» и клип на неё.
С июня 2019 по август 2020 года музыканты работали над дебютным альбомом, который получил название «Запуск». В него вошли 9 песен на русском языке. Единственным приглашённым музыкантом стал гитарист Михаил Светлов из группы «Чёрный Обелиск», записавший соло для песни «Замкнутые круги». 3 октября 2020 года в Саратове прошла закрытая презентация альбома, а 9 октября состоялся официальный цифровой релиз на различных платформах.
Альбом получил положительные оценки музыкальных критиков. Журналист Всеволод Баронин писал: «8452 идеологически наследует американским группам середины 90-х вроде Live, исполнявших тогда формально постгранж для взрослой аудитории, и в результате перешедших в область широко определяемой новой стадионной тяжёлой музыки. Да, формально материал „8452“ — это ню-метал, но именно формально: звук гитар более чем приличен, хотя и находится на полпути между традиционным перегрузом и коммерческим ню-металом — но без слишком низкого строя». Корреспондент журнала «Rockcor» Анастасия Игнатова отметила, что «группу отличает целеустремленность, напористость и актуальные тексты, в которых каждый слушатель сможет найти что-то своё». Ведущий YouTube-шоу «Хэнговер Ньюз» Владимир Лемехов вместе с гостями Александром Павловым (гитарист «Ауткаст», экс-«Amatory»), Леонидом Хацкевичем (вокалист «Fiend») и Машей Сальери (вокалистка «Mosss») сравнили стилистику песни «Замкнутые круги» с группами «Five Finger Death Punch» и «Чёрный Обелиск».
20 ноября группа выпустила кавер-версию рождественской песни «Carol of the Bells».
В декабре 2020 года к коллективу присоединился бас-гитарист Иван Брусьев.
25 июня 2021 года группа выпустила кавер-версию песни «Wicked Game» к 65-летию Криса Айзека.
2 декабря коллектив выпустил кавер-версию песни «We Wish You a Merry Christmas» с участием белорусской вокалистки Инги Киселёвой.
11 августа 2022 года был выпущен сингл «Ветры», записанный вместе с вокалистом группы «Andy Wisher» Андреем Кочкиным.
22 сентября группа выпустила второй альбом, который получил название «Кукушка». Релиз получил положительные оценки музыкальных критиков. Музыкальный критик портала KM.ru Денис Ступников писал: «Альбом „Кукушка“ все без исключения критики сравнили с работами „Чёрного Обелиска“. На это могло повлиять как участие в первом диске „Запуск“ гитариста „ЧО“ Михаила Светлова, так и общий брутальный настрой с толикой экспрессионизма, очень ценимого, как известно, Анатолием Крупновым». Обозреватель журнала «Rockcor» Алексей Лапкин отметил, что «парни представили материал примерно в том же ключе, что на дебютном альбоме „Запуск“, при это уровень группы определённо подрос, само звучание стало более уверенным».
14 сентября 2023 года группа выпустила сингл «Ложь», а 17 ноября — «Блогер», записанный вместе с блогером Ильёй Riffaday.
14 ноября 2024 года коллектив выпустил новый сингл «Русская душа».

## Текущий состав
- Виктор Одоевский — вокал, гитара (с 2019), бас-гитара (2019—2020)
- Дмитрий Порецкий — ударные, бэк-вокал (с 2019)
- Иван Брусьев — бас-гитара, бэк-вокал (с 2020)

## Дискография

### Альбомы
- «Запуск» (2020)
- «Кукушка» (2022)

### Синглы
- «Cool» (Dua Lipa cover) (2020)
- «Carol of the Bells» (2020)
- «Wicked Game» (Chris Isaak cover) (2021)
- «We Wish You a Merry Christmas» (feat. Инга Киселёва) (2021)
- «Ветры» (feat. Andy Wisher) (2022)
- «Ложь» (2023)
- «Блогер» (feat. Riffaday) (2023)
- «Русская душа» (2024)